# 시프리안 에크웬시
시프리안 에크웬시는 나이지리아의 1921년 이부족으로 태어난 작가로, 최초로 나이지리아 어린이들을 위한 책을 쓰기도 했다. 주로 쓴 책은 <유랑 마법> 등이 있다.